# 湖底噴發

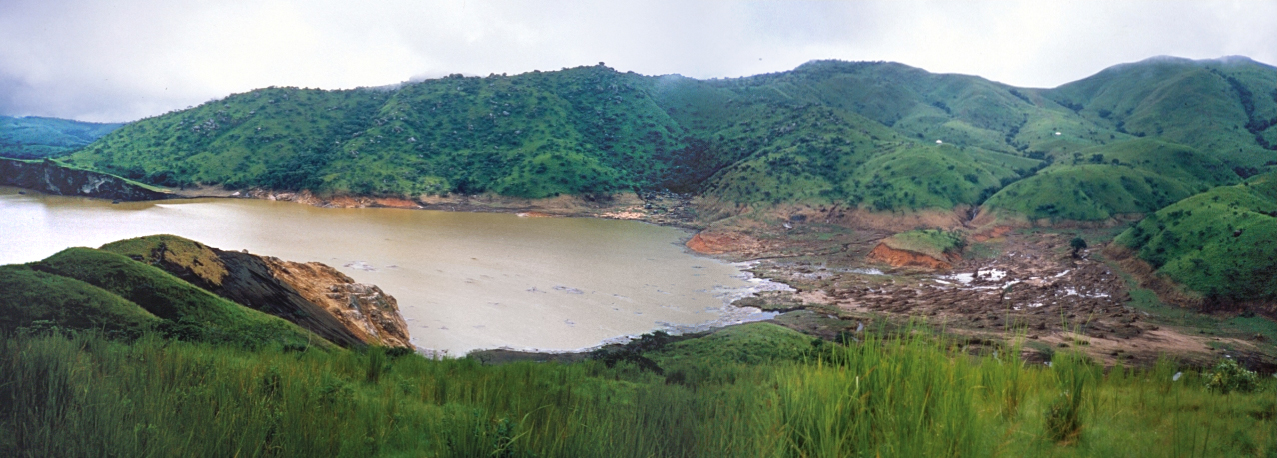
尼奧斯湖，1986年8月29日，噴發後不到一個月

湖底噴發，又稱為湖泊噴發（英語：Limnic eruption），或湖泊翻轉（英語：Lake overturn），是一種罕見的自然災害，是由於二氧化碳（CO2）突然從湖底噴發，造成野生動物、牲口及人類窒息而死。科學家相信山崩、火山活動、或是爆炸可以引起這類型的噴發。

## 歷史紀錄
至今，這樣的現象共發生過兩次。第一次發生在1984年喀麥隆的莫瑙恩湖（Lake Monoun），造成居住於湖邊的37人窒息死亡。第二次發生於1986年鄰近的尼奥斯湖（Lake Nyos），這次造成1,746人及約3,500頭牲口窒息死亡。
由於這種自然災害的特性，要確認湖底噴發是否發生於其他地方是相當困難的。然而，在剛果民主共和國及盧安達交界的基伏湖（Lake Kivu），湖中發現大量溶解的甲烷與二氧化碳，這使得基伏湖成為第三個有可能發生此類噴發的湖泊。

## 原因
要使得此類噴發發生，湖水必須接近氣體飽和。在兩個已知的個案，氣體的主要的成分是二氧化碳。二氧化碳可能由逸出的火山氣體在湖底累積，或是湖底有機物的分解所產生。當湖水抵達氣體飽和，便會非常不穩定，一點外來刺激便會打破氣液平衡。在1986年尼歐斯湖的案例，山崩被懷疑是觸發湖底噴發的原因，但是火山噴發、地震、或甚至暴雨都有可能是原因。

## 後果

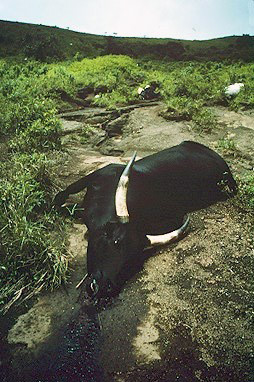
尼歐斯湖邊死亡的牛隻

湖底氣體噴發後，湖泊上方會形成二氧化碳雲，並順著風向擴散到下風臨近地區。由於二氧化碳的密度比空氣高，因此二氧化碳會沉降在空氣底部，並將空氣中的氧氣推往上方。在二氧化碳雲所到之處，由於空氣中只含微量氧氣，所以會造成人類及牲口缺氧窒息而死。二氧化碳雲對植物沒有顯著影響，但是在緊鄰尼歐斯湖邊的植被，被一個湖底噴發所引起的海嘯（湖嘯）所摧毀。

## 挽救環境方法：人工除氣
2001年，科學家在尼歐斯湖安裝了一根排氣管，2002年則在莫瑙恩湖安裝排氣管，用來抽取深層湖水中含有的氣體，降低湖水中的溶氣量，降低這種自然災害再次發生的機率。